# Ahillones
Ahillones ist eine Kleinstadt und eine Gemeinde (municipio) mit 784 Einwohnern (Stand: 2024) im Südosten der spanischen Provinz Badajoz in der Autonomen Gemeinschaft Extremadura.

## Lage
Der Ort Ahillones liegt gut 130 km südöstlich der Provinzhauptstadt Badajoz bzw. knapp 112 km südöstlich von Mérida in einer Höhe von ungefähr 580 m ü. d. M. Das Klima im Winter ist gemäßigt, im Sommer dagegen warm bis heiß; die eher geringen Niederschlagsmengen (ca. 630 mm/Jahr) fallen – mit Ausnahme der nahezu regenlosen Sommermonate – verteilt übers ganze Jahr.

## Bevölkerungsentwicklung
| Jahr      | 1857  | 1900  | 1950  | 2000  | 2016 |
| Einwohner | 1.977 | 2.414 | 3.027 | 1.200 | 934  |

Der deutliche Bevölkerungsrückgang in der zweiten Hälfte des 20. Jahrhunderts ist im Wesentlichen auf die Mechanisierung der Landwirtschaft und den daraus resultierenden Verlust von Arbeitsplätzen zurückzuführen.

## Wirtschaft
Die Menschen früherer Zeiten lebten im Wesentlichen als Selbstversorger von der Landwirtschaft; im Ort ließen sich auch Händler, Handwerker und Dienstleister aller Art nieder.

## Geschichte
Keltische, römische und westgotische Spuren wurden auf dem Gemeindegebiet bislang nicht entdeckt. Im frühen 8. Jahrhundert wurde die Region Teil des maurischen Emirats von Córdoba. Unter dem leonesischen König Alfons IX. (reg. 1188–1230) wurde die Region,  mittlerweile Teil des Almohaden-Kalifats, (zurück)erobert (reconquista). Die endgültige Rückeroberung des Südwestens der Iberischen Halbinsel erfolgte unter dem leonesisch-kastilischen König Ferdinand III. (reg. 1230–1252). Dieser übergab die Region im Jahr 1246 in die Hände des Santiago-Ritterordens. 
Es scheint so, als sei der Ort, der bis dahin vielleicht bereits eine arabische Ansiedlung unbekannten Namens gewesen war, von Wanderhirten aus Ayllón (Segovia) gegründet worden, denn Ayllones ist nichts anderes als das Gentilicium von Ayllón: „Dorf der Siedler aus Ayllón“. Im Jahr 1646 erhob Philipp IV. (reg. 1621–1665) den Ort in den Rang einer Stadt.

## Sehenswürdigkeiten
- Wichtigste Sehenswürdigkeit des Ortes ist die in der ersten Hälfte des 16. Jahrhunderts errichtete Kirche Santa María de los Remedios, deren Außenmauern in Mudéjar-Tradition aus einer Mischung von Bruch- und Ziegelsteinen bestehen und durch Strebepfeiler stabilisiert sind. Ungewöhnlich sind die vier runden Ecktürmchen auf dem Glockenturm. Zwei Renaissanceportale führen in das einschiffige Innere der Kirche.[9]
- Die Ermita del Santo Cristo de la Sangre stammt aus dem 16. Jahrhundert, wurde jedoch im 18. Jahrhundert barockisiert.